# Шмарное (Белгородская область)
Шмарное — село в Старооскольском городском округе Белгородской области, входящее в состав Казачанской сельской территории.

## География
Расстояние до г. Старый Оскол составляет 30 километров.

## История
Первый из старинных документов, в котором Шмарное представлено «владением князя Александра Меншикова», датирован 1729 годом. Десятая ревизия переписала в Шмарном 200 «душ мужского пола». По документам переписи 1885 года Старооскольского уезда Казачанской волости село Шмарное — 428 жителей (227 муж. и 201 жен.). К 1890 году в Шмарном Долгополянской волости — 847 жителей (420 муж., 427 жен.). Примерно в это же время была построена церковь во имя Успения Божьей Матери, частично кирпичная. В 1900 году была выстроена кирпичная, покрытая железом церковная сторожка.

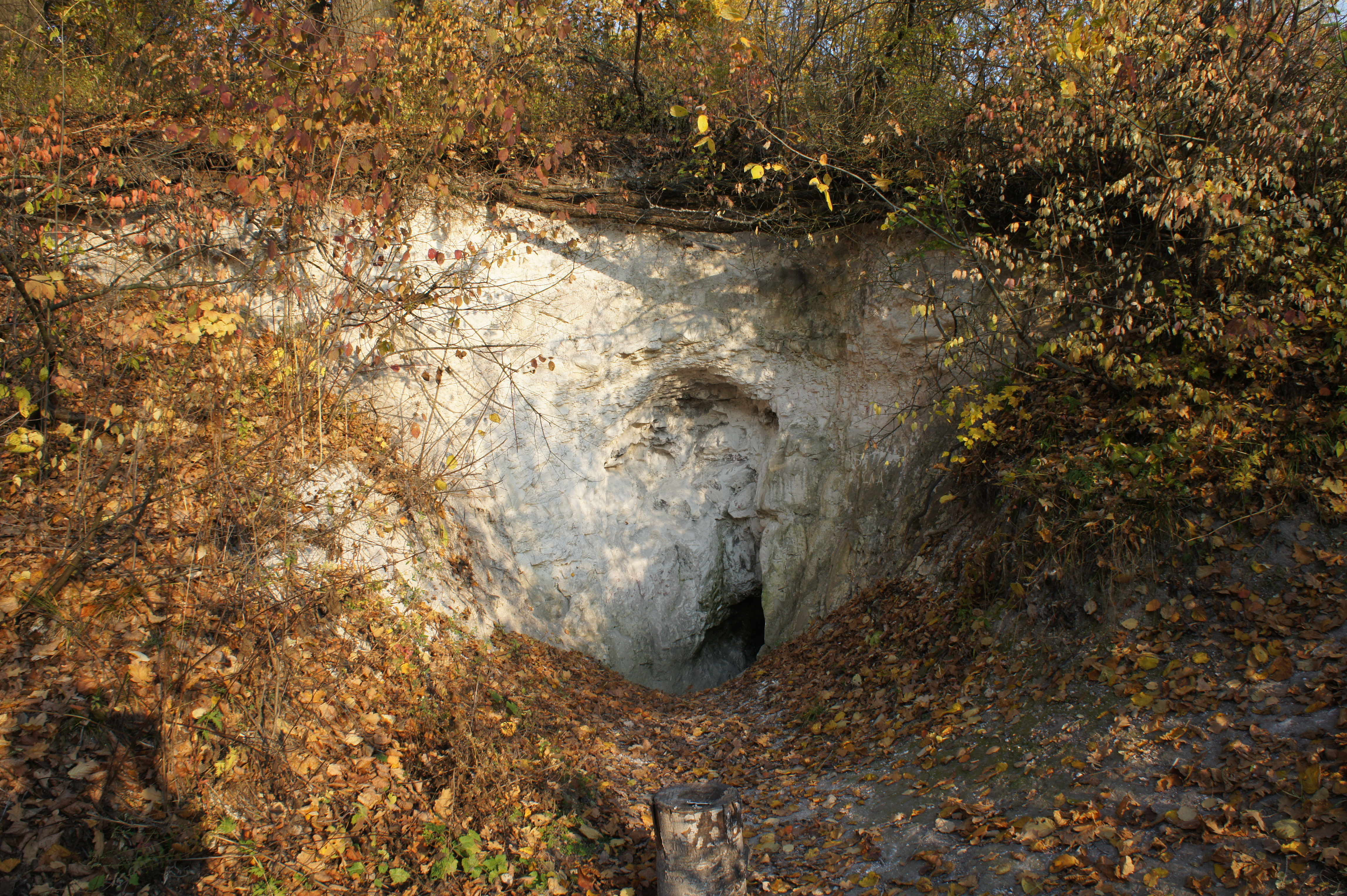
Вход в Шмарненскую пещеру

Шмарное известно своей Шмарненской пещерой. В «Памятной книжке Курской губернии на 1888 год» есть её описание: «От… входа идет спуск, по окончании которого представляется коридор, затем от этого коридора идут в разные стороны три прохода с арками, разделенные колоннами и с высеченными по бокам углублениями разной формы, в которых свободно может поместиться человек. По стенам проходов высечены кресты. Один из проходов проводит в восточную сторону пещеры, где имеется нечто вроде церкви: потолок куполообразный, посреди как бы иконостас с царскими дверями. Все это высечено из мела. Длина проходов до 15 саженей» (сажень — немногим больше 2 метров).
С июля 1928 года Шмарное в Старооскольском районе — центр Шмарненского сельсовета, состоявшего из одного села; в 1932 году в этом селе насчитывалось 1257 жителей. В 1940 году в Шмарном открыли неполную среднюю школу. В 1950-е годы с. Шмарное — в Долгополянском сельском Совете Старооскольского района. В январе 1979 года в селе проживало 462 жителя, через десять лет осталось 260 (96 муж., 164 жен.). В 1995 году в селе Шмарное работает сельский клуб, начальная школа.

## Население
| 2002 | 2010 |
| ---- | ---- |
| 258  | ↗271 |